# Oak Bluffs
Oak Bluffs ist eine Stadt im Dukes County des US-Bundesstaates Massachusetts. Das U.S. Census Bureau hat bei der Volkszählung 2020 eine Einwohnerzahl von 5341 ermittelt.

## Geographie
Oak Bluffs befindet sich an der Nordostspitze der Insel Martha’s Vineyard am Nantucket Sound. Fährverbindungen bestehen zur 40 Kilometer südöstlich gelegenen Insel Nantucket sowie zum 10 Kilometer nördlichen Cape Cod.

## Geschichte

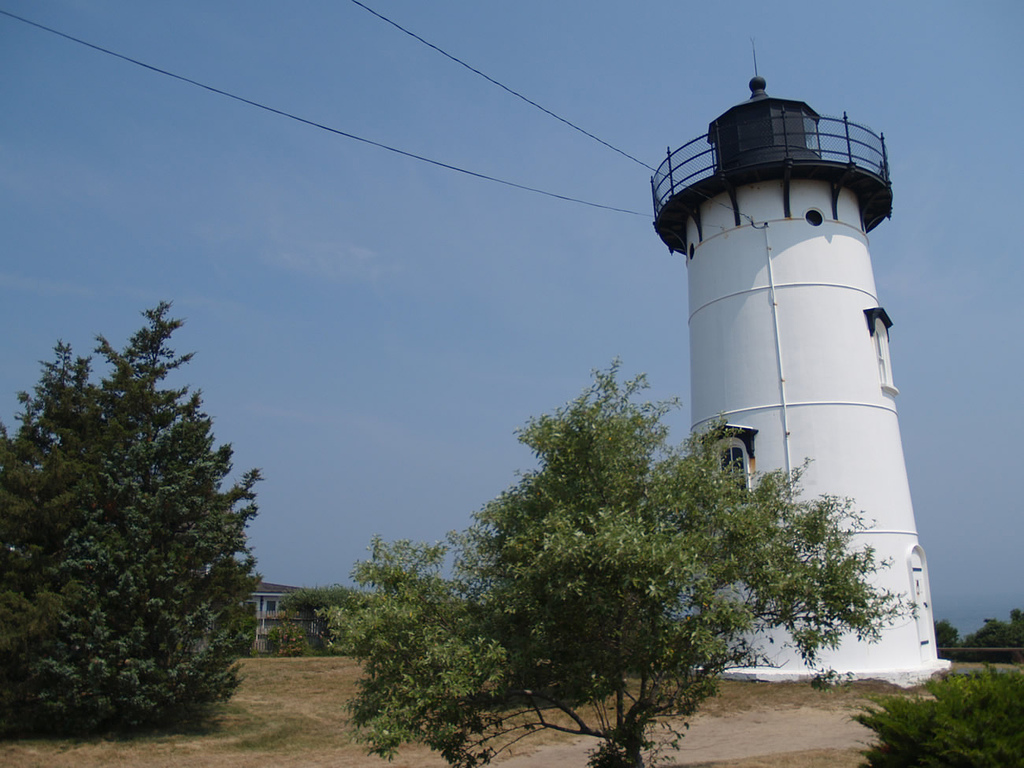
East Chop Light

Ureinwohner der Gegend waren die Wampanoag-Indianer. Sie nannten den Ort Ogkeshkuppe, was etwa „feuchtes Dickicht“ bedeutet und sich auf das sumpfige Gebiet der Region bezieht. Mitte des 17. Jahrhunderts ließen sich Siedler aus Europa dort nieder, wohnten in Cottages und nannten den Ort zunächst „Cottage City“. Die Stadtgründung erfolgte 1880. Von 1874 bis 1896 hatte die  Martha’s Vineyard Railroad ihren Ausgangspunkt in Oak Bluffs. Im Jahr 1907 beschlossen die Einwohner, den Ort in Oak Bluffs umzubenennen. Der neue Name bezieht sich auf die Eichen (englisch: oak), die an der Steilküste (englisch: bluffs) wachsen. Bei den Großgrundbesitzern arbeiteten anfangs viele Sklaven aus Afrika, die nach der Abschaffung der Sklaverei großenteils im Ort verblieben und viele eigenständige Betriebe gründeten, weshalb sich weitere Afroamerikaner mit ihren Familien dort ebenfalls ansiedelten.
Oak Bluffs ist einer der Hauptankunftspunkte auf der Insel Martha’s Vineyard für Sommertouristen und ist bekannt für seine „Lebkuchenhäuser“ und andere gut erhaltene Gebäude aus der Mitte bis zum Ende des 19. Jahrhunderts. Aufgrund der Geschichte der Stadt wählen im Besonderen Afroamerikaner den Ort gerne als Urlaubsziel. Auch der ehemalige Präsident der Vereinigten Staaten Barack Obama und seine Familie verbrachten ihren Sommerurlaub mehrmals in Oak Bluffs. Generell ist der Ort ein beliebtes Reiseziel mit einer Kombination aus Tradition, landschaftlicher Schönheit und historischen Sehenswürdigkeiten. In der Liste der Einträge im National Register of Historic Places im Dukes County sind verzeichnet: East Chop Light, The Arcade, Wesleyan Grove, Union Chapel, Dr. Harrison A. Tucker Cottage sowie das Flying Horses Carousel, das 1889 nach Oak Bluffs kam und nach wie vor betrieben wird.

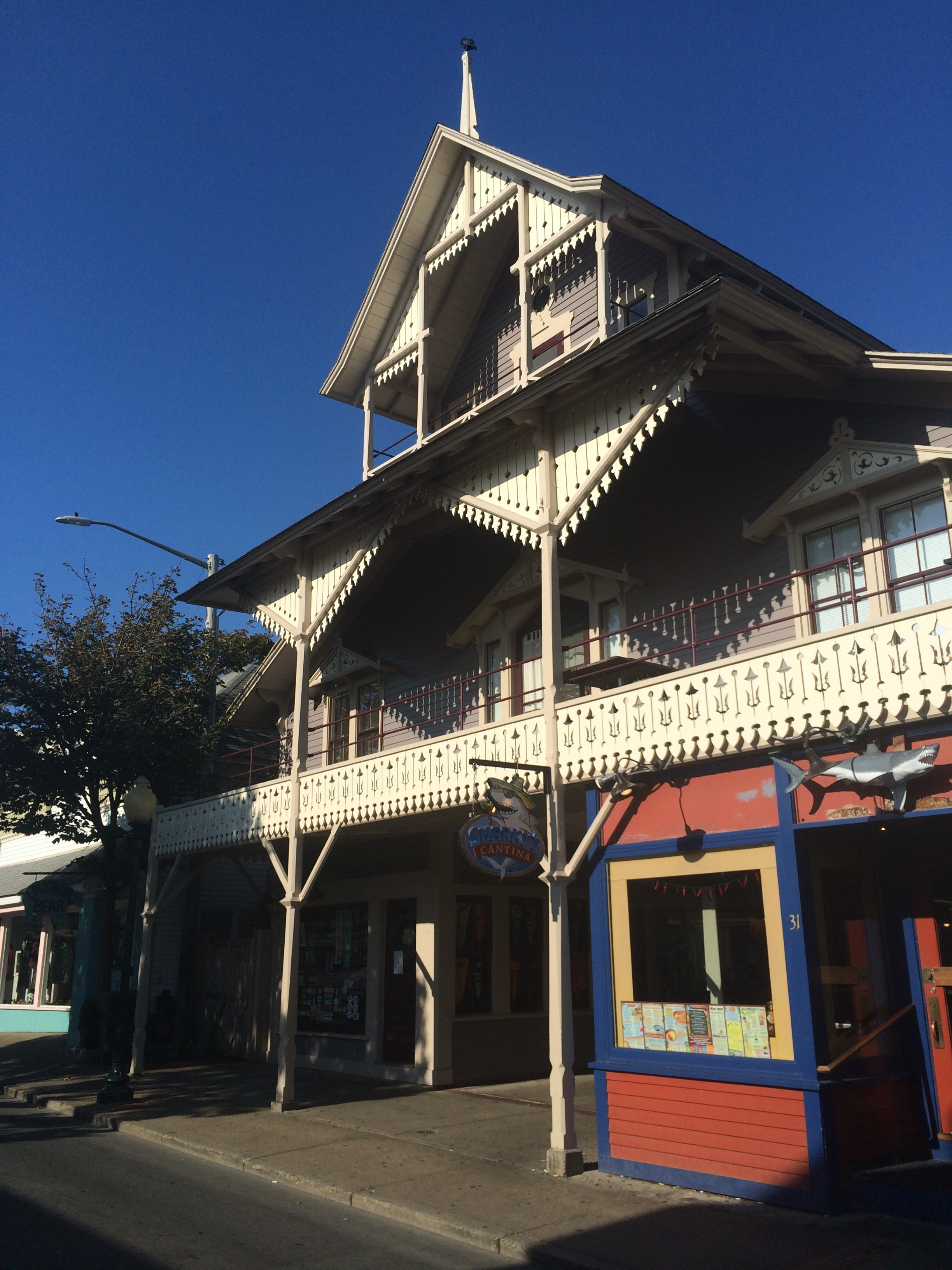
The Arcade
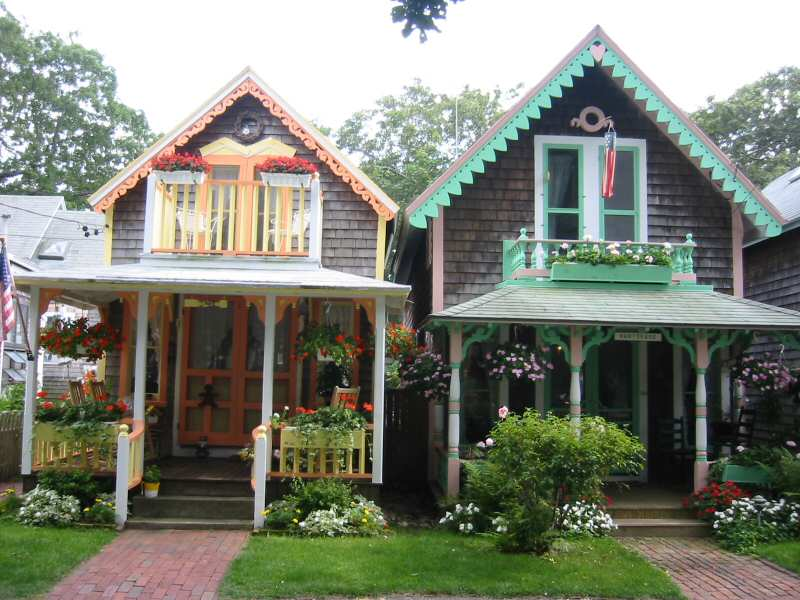
Wesleyan Grove
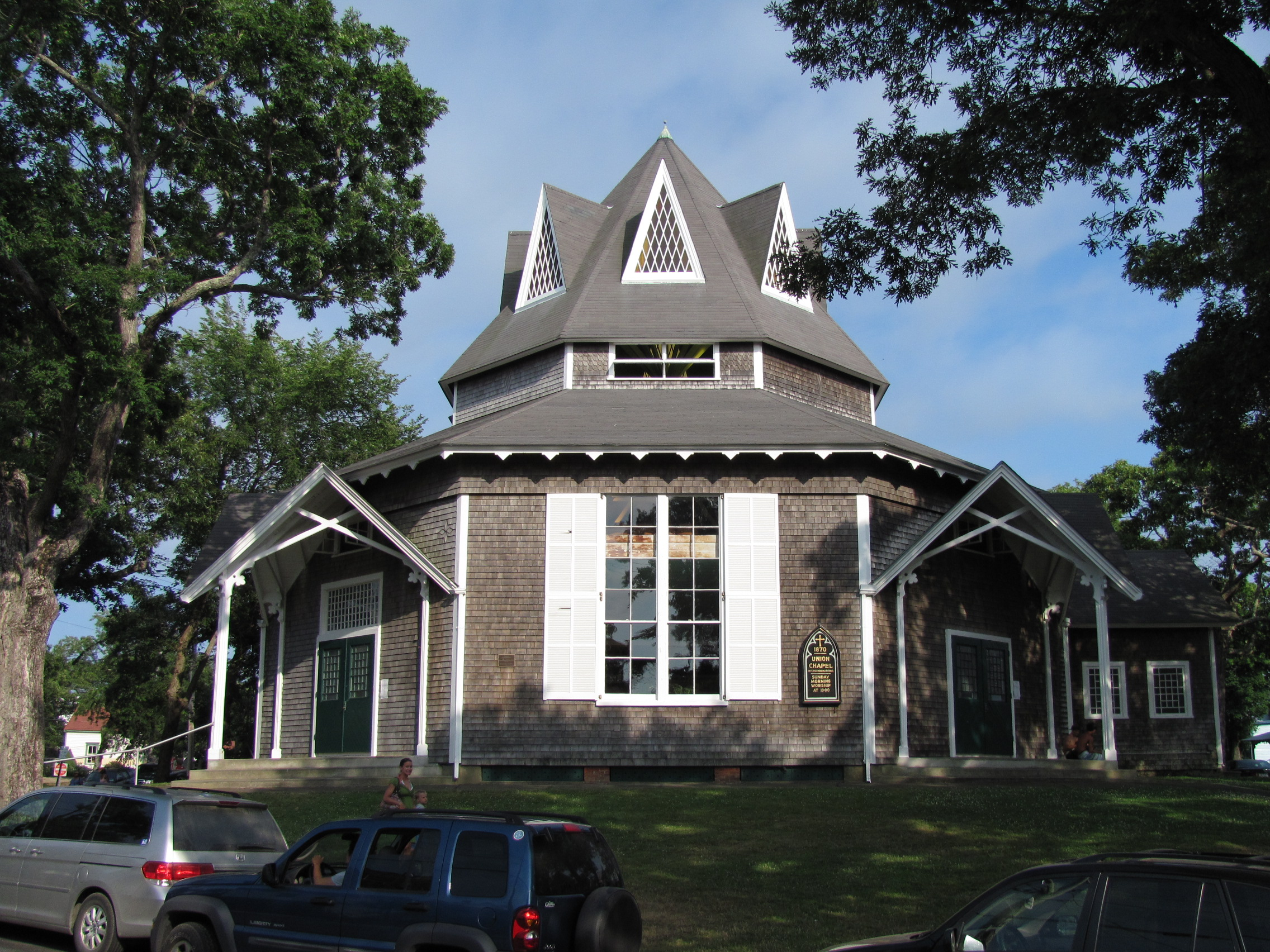
Union Chapel
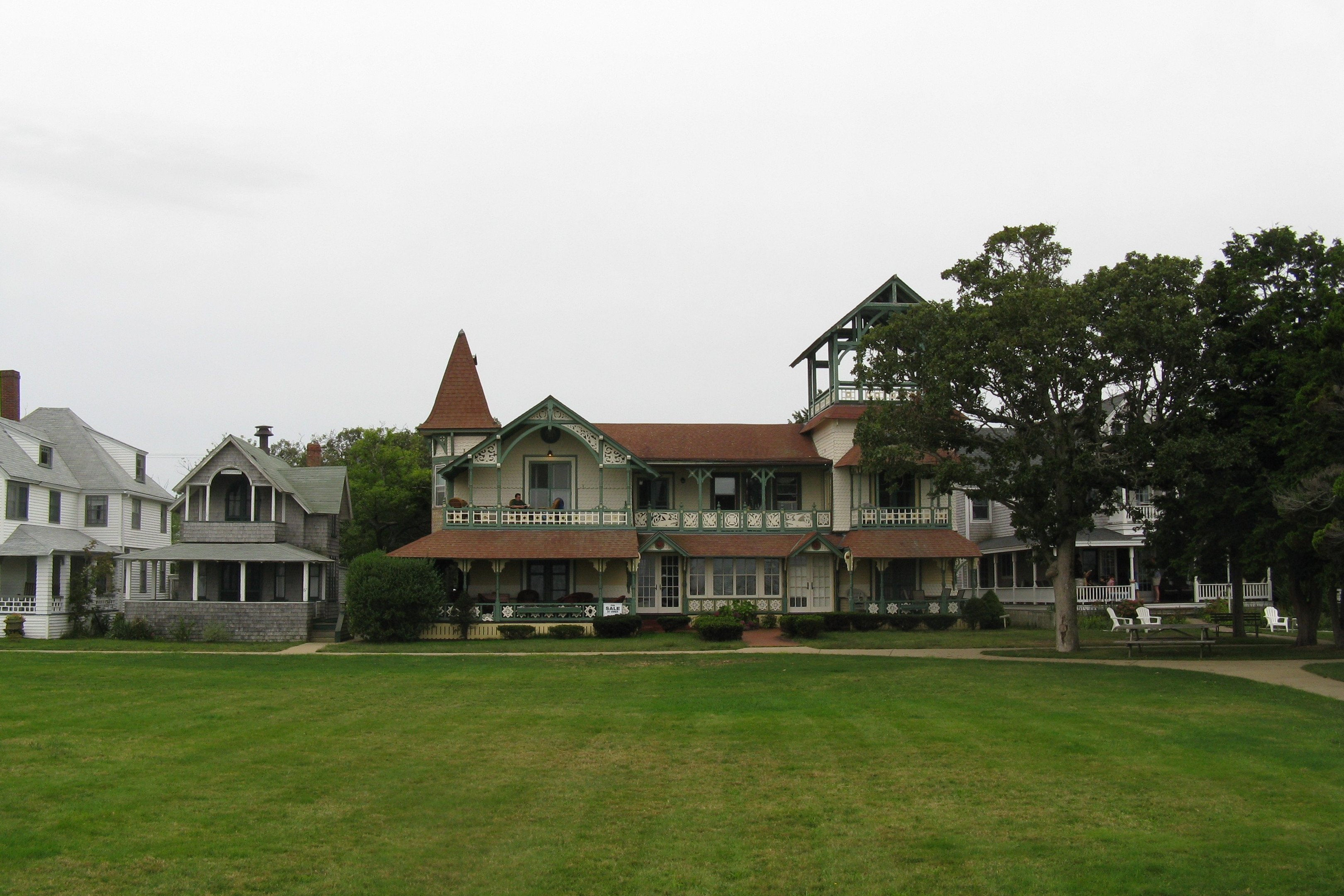
Dr. Harrison A. Tucker Cottage
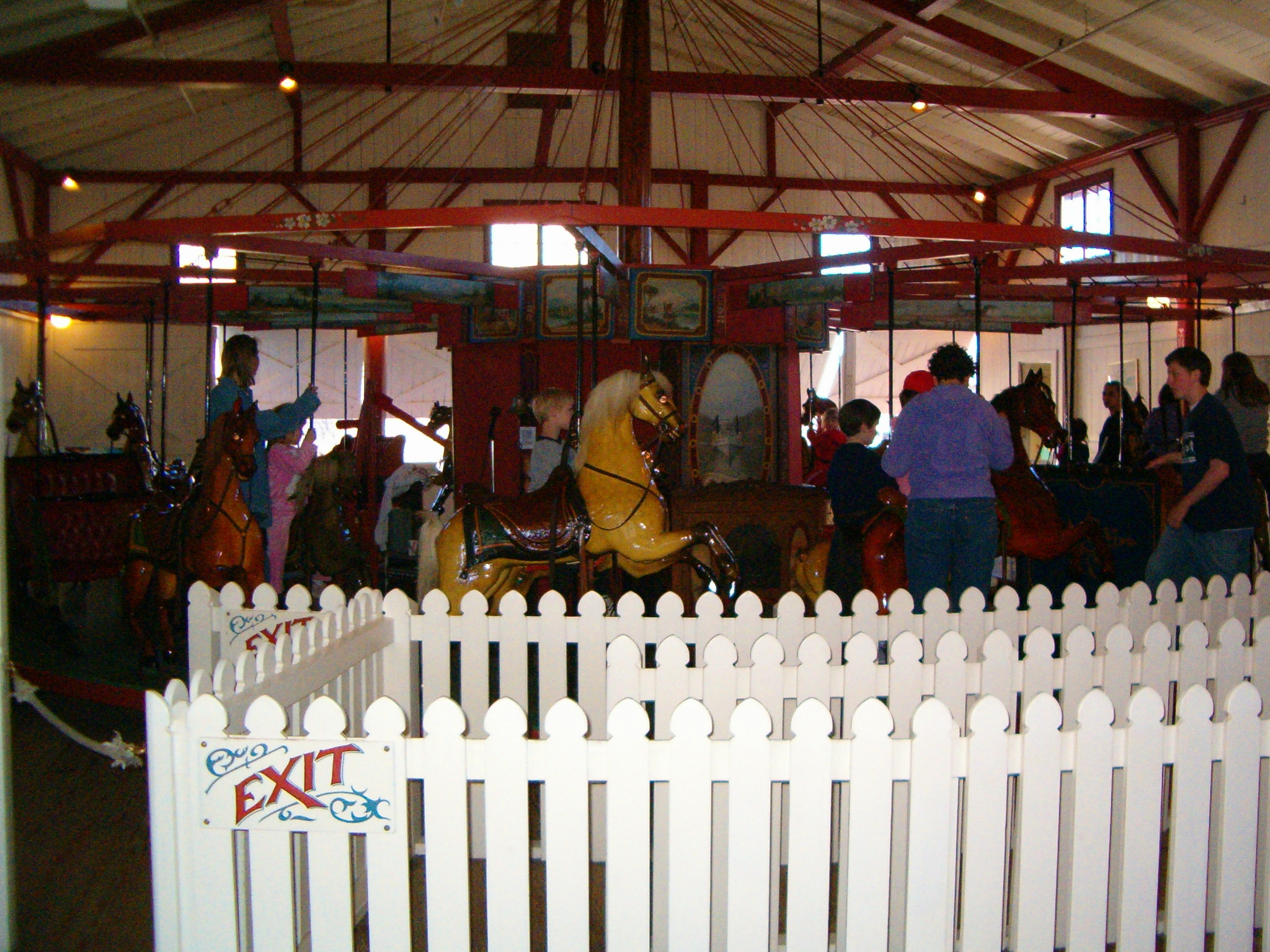
Flying Horses Carousel

## Demografische Daten
Im Jahr 2010 wurde eine Einwohnerzahl von 4527 Personen ermittelt, was eine Zunahme um 21,9 % gegenüber dem Jahr 2000 bedeutet. Das Durchschnittsalter lag zu diesem Zeitpunkt mit 44,4 Jahren oberhalb des Wertes von Massachusetts, der 39,2 Jahre betrug. 21,5 % der heutigen Bewohner gehen auf Einwanderer aus England zurück. Weitere maßgebliche Zuwanderungsgruppen während der Anfänge des Ortes kamen zu 14,3 % aus Irland, zu 9,9 % aus Portugal, zu 8,5 % aus Frankreich und zu 5,4 % aus Deutschland.

## Persönlichkeiten
Der 1888 geborene Pionier der industriellen Erdölchemie George O. Curme verbrachte seinen letzten Lebensabschnitt in Oak Bluffs, wo er 1976 starb.